# قياس الحوض

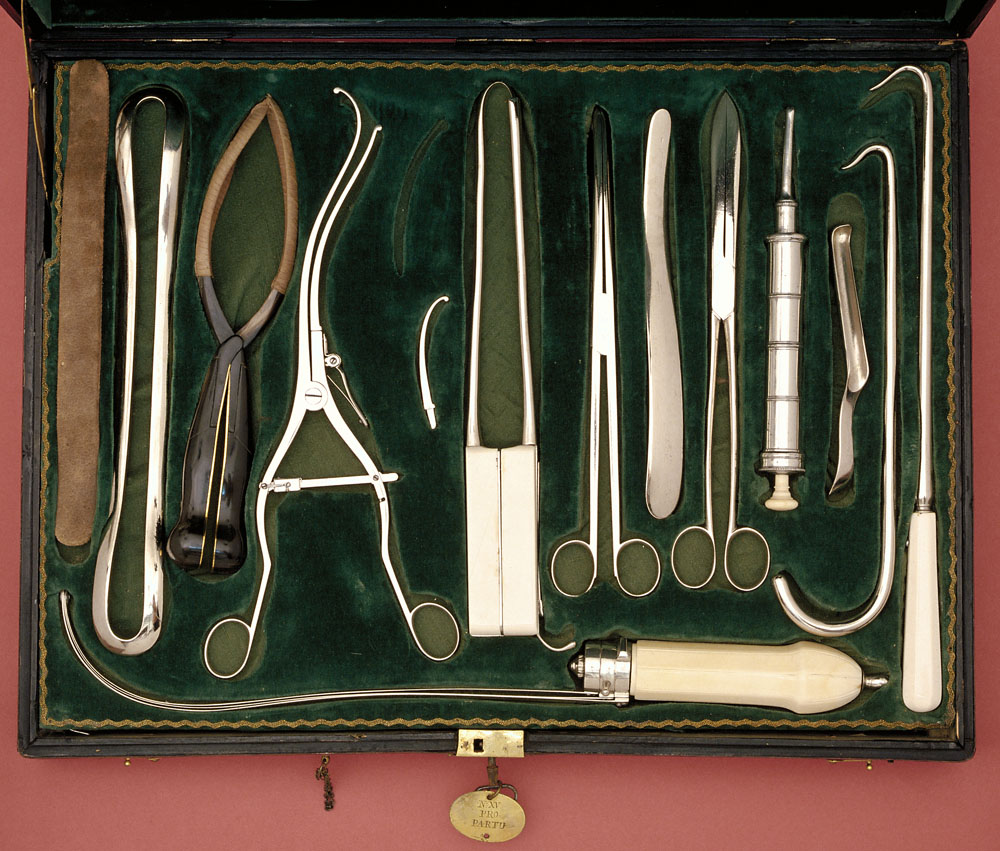

قياس وأبعاد الحوض عند الأنثى يتألف من المضيق العلوي والمضيق السفلي والتقعر الحوضي

## المضيق العلوي

### حدوده
هو عبارة عن حلقة مستديرة يحدها من الخلف الطنف وجناحا العجز ومن الأمام الشعبتان اللأفقيتان لعظمي العانة

### أقطاره
- القطر الأمامي الخلفي التشريحي: 11سم يمتد من منتصف الطنف إلى منتصف الحافة العلوية لارتفاق العانة
- القطر الأامي الخلفي الولادي: 10,5سم يمد من منتصف الطنف إلى النقطة الأكثر بروزاًعلى الوجه الخلفي لارتفاق العانة
- القطر المعترض التشريحي: 13سم
- القطر المعترض الولادي: 12سم هو القطر الذي ينصف القطر الأمامي الخلفي التشريحي للمضيق العلوي
- القطر المائل الأيمن: 12,5سم يمتد من المفصل العجزي الحرقفي الأيمن إلى الشامخة الحرقفية العانية اليسرى
- القطر المائل الأيسر: 12سم يمتد من المفصل العجزي الحرقفي الأيسر إلى الشامخة الخرقفية العانية اليمنى وهو أقصر قليلاً بسبب وجود القولون الحوضي.[2]

## التقعير الحوضي
قناة عظمية ليفية منحنية تقع بين الوجه الخلفي لارتفاق العانة والوجه الأمامي للعجز

### حدوده
- من الأعلى المضيق العلوي
- من الأسفل المضيق السفلي
- من الأمام ارتفاق العانة
- من الخلف الوجه الأمامي للعجز

## المضيق السفلي

### حدوده
شكله معيني يحده في الخلف الرباطين العجزيين الوركيين وذروة العصعص وفي الأمام الحافة السفلية لارتفاق العانة والشعبتين المشتركتين للورك والعانة

### أقطاره
- القطر الأمامي الخلفي التشريحي: 11سم من الحافة السفلية لارتفاق العانة حتى ذروة العصعص
- القطر الأمامي الخلفي الولادي: 13سم من الحافة السفلية لارتفاق العانة إلى ذروة العجز
- القطر المعترض التشريحي: 11سم يمتد بين الوجهين الداخليين للحدبتين الوركيتين
- القطر المعترض الولادي: 10,5سم يصل بين الشوكين الوركيين

## المحاور الحوضية
- المحور الحوضي التشريحي: خط وهمي مائل يمر بمراكز المستويات المشكلة من المضيق العلوي والتقعير الحوضي والمضيق السفلي
- المحور الحوضي التوليدي: هو الاتجاه الذي يتبعه رأس الجنين خلال الولادة ,يتجه للأسفل والخلف أولاً ثم للأسفل والأمام.